# Coupe de République centrafricaine de football
La Coupe de République centrafricaine de football a été créée en 1974.

## Histoire

### Palmarès
- 1974 : AS Tempête Mocaf
- 1976 : Red Star
- 1977 : Sodiam Sports
- 1978 : USCA Bangui
- 1979 : Sodiam Sports
- 1980 : ASDR Fatima
- 1981 : ASDR Fatima
- 1982 : AS Tempête Mocaf
- 1983 : Avia Sports
- 1984 : Stade Centrafricain
- 1985 : AS Tempête Mocaf
- 1988 : USCA Bangui
- 1989 : Réal Olympique Castel
- 1990 : FACA Bangui
- 1991 : ASDR Fatima 6-2 Anges Makaron
- 1992 : AS Tempête Mocaf 1-1 ASDR Fatima
- 1993 : ASDR Fatima 3-2 Stade Centrafricain
- 1994 : FACA Bangui
- 1997 : USCA Bangui 2-0 ASDR Fatima
- 1998 : ASDR Fatima 3-0 AS Petroca
- 1999 : Réal Olympique Castel
- 2000 : ASDR Fatima 2-1 Olympic Real
- 2001 : Stade Centrafricain 2-1 AS Tempête Mocaf
- 2003 : AS Tempête Mocaf 8-0 Ouham Pendé de Bozoum
- 2004 : USCA Bangui 2-0 Onze Carats de la Mambéré Kadéï
- 2005 : USCA Bangui bat Sélection de Lobaye
- 2008 : ASDR Fatima 2-1 Stade Centrafricain

## Coupe Barthélémy Boganda
- 2009 : ASDR Fatima 3-1 Stade Centrafricain
- 2010 : DFC8 1-0 Stade Centrafricain
- 2011 : AS Tempête Mocaf 2-1 (ap) DFC8
- 2016 : ASDR Fatima 1-0 Sica Sports

## Coupe du président Touadéra
- 2017 : ASDR Fatima 1-0 Olympic Real de Bangui
- 2018[1] : ASDR Fatima 1-0 Olympic Real de Bangui
- 2019 : Stade centrafricain       4-0 ASDR Fatima[2]
- 2020 : AS Tempête Mocaf 1-1 (4-3 pen) DFC8